# Белая (приток Нюрольки)
Белая — река в Томской области России. Устье реки находится в 363 км по левому берегу реки Нюролька. Длина реки составляет 10 км.

## Данные водного реестра
По данным государственного водного реестра России относится к Верхнеобскому бассейновому округу, водохозяйственный участок реки — Васюган, речной подбассейн реки — Васюган. Речной бассейн реки — (Верхняя) Обь до впадения Иртыша.